# Молодіжна збірна Албанії з футболу
Молодіжна збірна Албанії з футболу — національна футбольна збірна Албанії, у складі якої можуть виступати албанські футболісти у віці 21 року та молодше.

## Виступи начемпіонатах Європи
- 1978: не пройшла кваліфікацію
- 1980: не пройшла кваліфікацію
- 1982: не пройшла кваліфікацію
- 1984: чвертьфінал
- 1986: не пройшла кваліфікацію
- 1988: не пройшла кваліфікацію
- 1990: не пройшла кваліфікацію
- 1992: не пройшла кваліфікацію
- 1994: не пройшла кваліфікацію
- 1996: не пройшла кваліфікацію
- 1998: не пройшла кваліфікацію
- 2000: не пройшла кваліфікацію
- 2002: не пройшла кваліфікацію
- 2004: не пройшла кваліфікацію
- 2006: не пройшла кваліфікацію
- 2007: не пройшла кваліфікацію
- 2009: не пройшла кваліфікацію
- 2011: не пройшла кваліфікацію
- 2013: не пройшла кваліфікацію
- 2015: не пройшла кваліфікацію
- 2017: не пройшла кваліфікацію
- 2019: не пройшла кваліфікацію
- 2021: не пройшла кваліфікацію
- 2023: не пройшла кваліфікацію
- 2025: не пройшла кваліфікацію

## Рекордсмени
Гравці, що провели найбільше ігор
- Сокол Качані (23 гри)
- Шакір Тафа (23 гри)
- Амарільдо Беліша (19 ігор)

Бомбардири
- Одісе Роші (7 голів)
- Армандо Садіку (6 голів)